# Robert Waseige
Robert Waseige (* 26. August 1939 in Rocourt; † 17. Juli 2019 in Lüttich) war ein belgischer Fußball-Manager und Fußballprofi. Er war Trainer der  belgischen Nationalmannschaft während der  Fußball-Europameisterschaft 2000 und führte Belgien zur zweiten Runde bei der Fußball-Weltmeisterschaft 2002, wo er mit dem Fair-Play-Preis der FIFA ausgezeichnet wurde.

## Leben und Werk
Robert Waseige begann seine Spielerkarriere beim RFC Lüttich, wo er in vier Jahren über 100 Spiele absolvierte. 1962 wechselte er zu Racing White Brussels für acht Spielzeiten. 1971 wurde er Trainer bei KFC Winterslag und danach bei Standard Lüttich, wo er sehr erfolgreich war.
Waseige wurde vor der EM 2000 Trainer des belgischen Nationalteams. Bei diesem Turnier schied Belgien, zusammen mit den Niederlanden Gastgeber, in der Vorrunde aus. 2002 führte er die belgische Auswahl ins Achtelfinale bei der WM in Japan und Südkorea.
Später wurde er Nationaltrainer in Algerien. Er arbeitete für einige Zeit als Berater für Be-TV, einen privaten belgischen TV-Sender.

## Auszeichnungen
- 2019 posthum: Mérite wallon für Verdienste um die wallonische Region[5]